# Peter Cramer
 Der er flere personer med dette navn, se Peter Cramer (præst).
Peter Cramer (24. august 1726 i København – 17. juli 1782 sammesteds) var en dansk maler, fortrinsvis teatermaler.
Blev født i København den 24. august 1726, og synes at have uddannet sig ganske på egen hånd. Videnskabernes Selskab, for hvem han havde udført nogle tegninger til Frederik Nordens Ægyptiske Rejse, anbefalede ham allerede 1754 til Kunstakademiet for at opnå rejsestipendium for ham, hvis "Hoved-Øjemærke er at blive en habil Historiemaler".
Men Akademiet ville have, han skulle holde sig fundatsen efterrettelig; det tillod ham vel (1756) at konkurrere til guldmedaljen, uagtet han ikke havde gennemgaaet skolerne på regelmæssig måde, men da han ikke opnåede førstepladsen, synes al tale om udenlandsrejse at være bortfalden.
Han skal have haft en smuk syngestemme og var ikke alene en yndet koncertsanger, men det siges også, at han i marts 1758 forsøgte sig som operasanger i Eremiten og fik 30 rigsdaler i honorar. Måske forårsagede dette, at han kastede sig over teatermaleriet.
Få år efter (1762) blev han antaget som teatermaler, da nogle tidligere af ham udførte dekorationer havde gjort lykke, og forblev nu i denne stilling til sin død, dog først fra 1773 (eller nytår 1774) med en fast løn af 500 rigsdaler om året, og selv dette skete kun, ved at akademiet bestemt støttede ham overfor en fremmed teatermaler, Bibienna.
Cramer havde ved siden af sin virksomhed for teatret tillige med iver uddannet sit talent for genremaleriet, som han dyrkede i en retning, der minder om David Teniers og Adrian Brouwer. Disse arbejder, hvori han tillige har den fortjeneste at være den første, der tog sine emner af det danske folkeliv, gjorde overordentlig lykke hos samtiden, og de elleve stykker, han udstillede ved salonen 1778, prises i de stærkeste udtryk, så at de endog sættes over Teniers', en dom, eftertiden ikke har kunnet underskrive. For øvrigt var han ikke fri for kunstner-luner; en søster til Caspar Frederik Harsdorff ejede således to Fiskerkællinger, som Cramer skulde have malet helt og holdent med fingeren.
Han blev 1777 agreeret ved Kunstakademiet som genremaler og fik til opgave "et moderne nationalt Konversationsstykke". "Den danske Teniers" udførte dog ikke dette, men indskrænkede sig til at indsende to af de arbejder, der havde været udstillede ved salonen, nemlig et Bondestykke og en Scene fra Gaden, hvorpå han undtagelsesvis blev optagen til medlem (31. marts 1778). Kort efter forærede han Akademiet sit portræt, malet af Vigilius Eriksen. Hermed var også hans gode tid forbi. Den forholdsvis unge mand skal, uden at man véd noget nærmere om årsagen, være blevet stærkt forfalden til drik og døde allerede den 17. juli 1782, kun 56 år gammel; årstallet 1783 hos Thomas Overskou er urigtigt.
Nogle af hans malerier og tegninger, deriblandt 15 portrætter, er stukne af Jonas Haas, Johan Terkel Kleve og Johan Frederik Clemens.
Det er ikke afgjort, at det var ham, der 1760 blev kancelliråd, lige så lidt som at han er den Peder Cramer, der 1769 blev gift i Asminderød med Anna Margrete Larsdatter og i 1770 fik en søn døbt. Hans seneste biograf siger, at han var ugift.
Han er begravet i Sankt Petri Kirke.